# ハビエル・ベラスコ
ハビエル・ベラスコ（Javier Velazco、1973年5月20日 - ）は、アルゼンチンの男性プロボクサー。ブエノスアイレス州アベジャネーダ出身。元WBO世界ミドル級王者。

## 来歴
1996年9月7日、プロデビューを果たし3回KO勝ちで白星でデビューを飾った。
2000年7月21日、WBOラテンアメリカミドル級王者ラモン・アルツロ・ブリテズと対戦し12回3-0の判定勝ちで王座獲得に成功した。
2001年4月21日、ロゲリオ・カッシアトーレとWBCアメリカ大陸ミドル級王座決定戦で対戦し8回36秒KO勝ちでWBOラテンアメリカ王座は初防衛、WBCアメリカ大陸王座獲得に成功した。
2001年7月21日、ウーゴ・ダニエル・スクラランディーと対戦し12回3-0(120-111、119-112、120-107)の判定勝ちで2度目の防衛に成功した。
2002年5月25日、レオナルド・ハビエル・ゴンサレスと対戦し8回開始1秒棄権で3度目の防衛に成功した。
2003年5月10日、正規王座のハリー・サイモンが交通事故で負傷したことにより設置されたWBO世界ミドル級暫定王座決定戦でアンドラス・ガルフィーと対戦し8回開始1秒棄権で王座獲得に成功した。
2003年6月29日、正規王座だったサイモンがベルギーで3人をひき殺したため逮捕されたことによりサイモンから王座を剥奪しベラスコが王座に認定された。
2003年9月13日、フェリックス・シュトルムと対戦し12回1-2(113-115、112-116、115-113)の判定負けで初防衛に失敗し王座から陥落した。
2004年6月19日、後のWBA世界ミドル級王者マリアノ・カレラとWBOインターコンチネンタルミドル級王座決定戦を行い、10回48秒TKO負けを喫し王座獲得に失敗した。
2005年4月23日、後の世界2階級制覇王者でWBAインターコンチネンタルスーパーミドル級王者アルツール・アブラハムとWBFインターコンチネンタルスーパーミドル級王座決定戦を行い、5回2分49秒KO負けを喫し王座獲得に失敗した。
2007年5月19日、後のライトヘビー級2冠王者ユルゲン・ブリーマーとWBOインターコンチネンタルスーパーミドル級王座決定戦を行い、12回0-3(111-117、2者が112-115)の判定負けを喫し王座獲得に失敗した。
2007年6月23日、後のIBO世界スーパーミドル級王者マドス・ラーセンと対戦し8回0-3(75-77、73-80、73-79)の判定負け。
2008年7月3日、グスマイル・ペルドモとWBAフェデラテンスーパーミドル級王座決定戦で対戦するが2回TKO負けで王座獲得に失敗した。
2010年7月31日、ブライマシュ・カモコと対戦し10回TKO負けを最後に現役を引退した。

## 獲得タイトル
- WBOラテンアメリカミドル級王座
- WBCアメリカ大陸ミドル級王座
- WBO世界ミドル級暫定王座（防衛0→正規王座認定）
- WBO世界ミドル級王座（防衛0）